# Sitticus finschi
Sitticus finschi là một loài nhện trong họ Salticidae.
Loài này thuộc chi Sitticus. Sitticus finschi được Ludwig Carl Christian Koch miêu tả năm 1879.